# 封じ込め

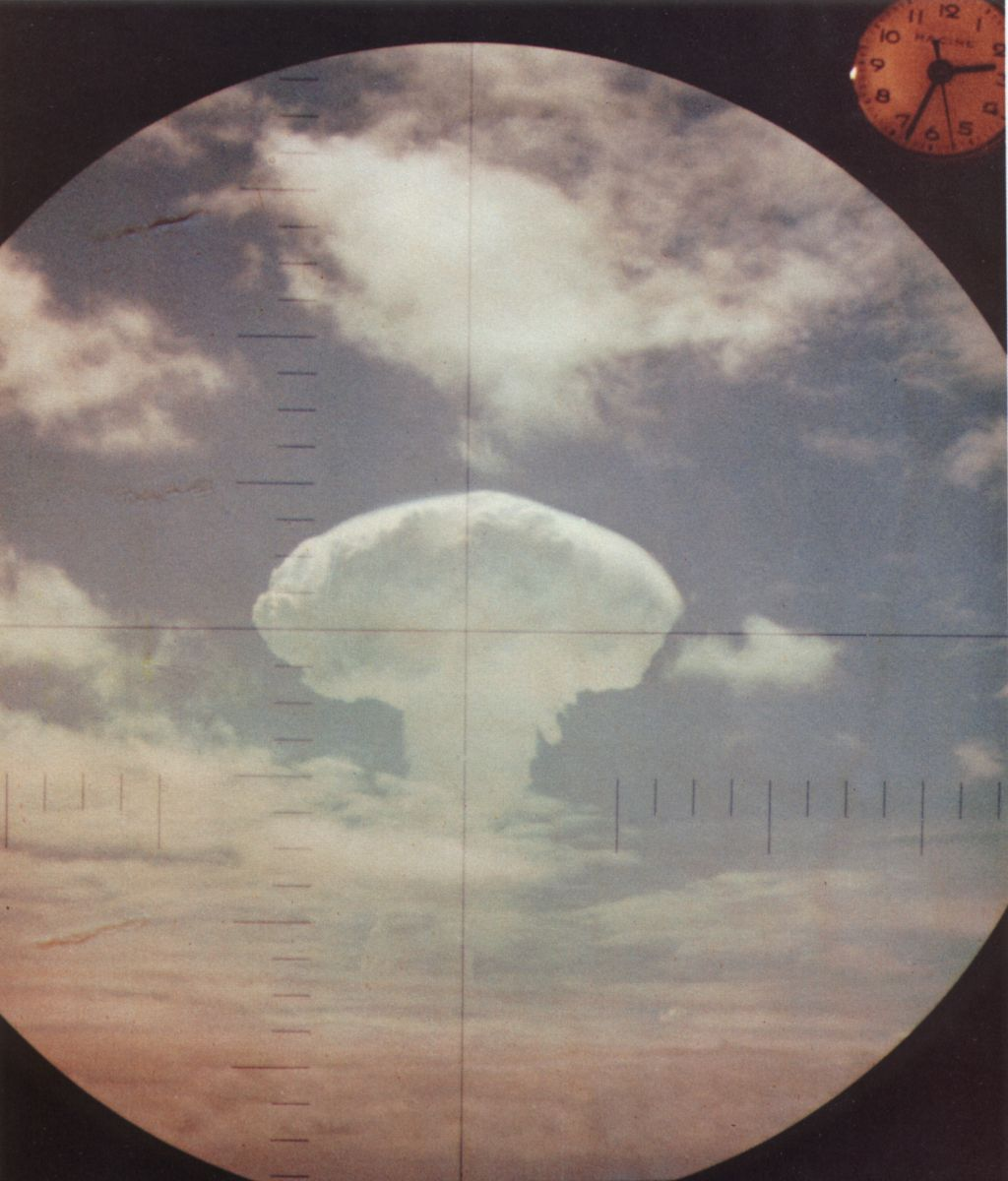
米海軍の潜水艦の潜望鏡を通して見た核爆発。1962年

封じ込め（ふうじこめ、Containment）とは、アメリカ合衆国の政策であり、海外の共産主義の拡大を阻止すべく、多くの戦略が用いられた。冷戦の構成要素たるこの政策は、東欧や中国、朝鮮、ベトナムにおける共産主義の影響拡大を図るソビエト連邦による一連の動きへの反応であり、デタントと巻き返しの中間的立場を代表していた。ドクトリンの基礎は、米国の外交官ジョージ・ケナンによる1946年の電報で明示された。米国の外交政策用語としてのこの単語の起源は、ジェームズ・フォレスタル国防長官にケナンが提出した1947年の報告（のちに雑誌記事に使用）に遡る。この語は、1920年代のソ連に対する西側の政策を記述するのに用いられたフランス語「cordon sanitaire（防疫線）」の訳語である。
「封じ込め」の語は、アメリカと西ヨーロッパ諸国による北大西洋条約の締結・北大西洋条約機構（NATO）の設立や相互防衛協定など、ハリー・S・トルーマン及び共和党の政策と最も関連している。ドワイト・D・アイゼンハワーは、これと対立するドクトリンである巻き返し政策を弄したが、1956年のハンガリー動乱への介入については拒絶した。リンドン・ジョンソンは、ベトナム政策正当化のために「封じ込め」の語を用いた。
リチャード・ニクソンはヘンリー・キッシンジャー最高顧問と共に、ソ連及び中国との友好関係に賛同し、封じ込めを拒絶した。こうしたデタント（または緊張緩和）の例としては、貿易や文化交流の拡大などがあった。ジミー・カーターは反共よりも人権を強調したが、1979年にソ連がアフガニスタンに侵攻すると、デタントをやめて封じ込めに回帰した。ロナルド・レーガンはソ連を「悪の帝国」と非難して冷戦を拡大し、ニカラグアやアフガニスタンで巻き返しを推し進めた。封じ込め政策下で始まった中心的計画（NATOや核抑止力など）は、冷戦終結後も効力を保った。

## 歴史

### 背景
1917年にロシアで共産革命が起こると、西側首脳らは世界革命の推進を願っているらしいボリシェヴィキ政府の孤立化を図った。1919年3月、フランスのジョルジュ・クレマンソー首相は「防疫線 (cordon sanitaire) 」または「非共産主義国の輪」を標榜してソ連を孤立させた。ウッドロウ・ウィルソン米国大統領はこの表現を訳して「隔離 (quarantine)」と呼んだ。いずれの表現も、共産主義を伝染病になぞらえている。にもかかわらず、第二次世界大戦中、米ソは共に連合国として枢軸列強に対抗した。

### 起源（1944年 - 1947年）
終戦が近付くと、国務省幹部はソ連に対する不満と疑念を募らせた。モスクワ駐在の米国大使エイヴリル・ハリマンは、かつては米ソ関係に関して「確信的楽観主義者」であった が、1944年のワルシャワ蜂起におけるソ連の「裏切り」や、ポーランドに関する1945年2月のヤルタ協定違反に幻滅した。のちにハリマンは、トルーマンのソ連観形成に多大な影響を及ぼすことになる。
1946年2月、米国国務省は当時モスクワの米国大使館の参事官であったジョージ・F・ケナンに対し、どうしてロシアは世界銀行と国際通貨基金の創設に反対するのかと照会した。ロシアの政策に関する広汎な分析（現在、「長文電報（Long Telegram）」と呼ばれている）の中で、彼は以下のように回答した。
ケナンによれば、
- ソ連は、自らが資本主義との不断の戦争状態にあると認識している。
- ソ連は、資本主義世界内にいる操縦可能なマルクス主義者を、協力者として利用する。
- ソ連の攻撃性は、ロシア人民の世論とも経済的現実とも同調せず、歴史的なロシア人の外国人恐怖症と偏執病に同調している。
- ソ連政府の構造は、内外の現実の客観的ないしは正確な描写を阻害している。

ケナンの電報は、国務省内で「長らく求めていた状況認識」として歓迎された。
ケナン自身はこの熱烈な歓迎について、時宜を得たことによるものと考えていた。「6か月前なら、この文書もおそらく国務省では顔をしかめられて、闇に葬られてしまうのが落ちであったろう。6か月後だったら、それはもうよけいな論議、いわば坊主に説教の扱いを受けていたかもしれない」。
クラーク・クリフォードとジョージ・エルゼイは長文電報について詳述し、その分析に基づく具体的政策勧告を提案する報告を執筆した。ソ連の影響力を「抑制・制限する（restraining and confining）」ことを勧告するこの報告は、1946年9月24日にトルーマンに提出された。
1947年1月、ケナンは「ソヴィエトの行動の源泉」と題する報告をジェームズ・フォレスタル海軍長官に提出した。「封じ込め」という語は、この報告で初めて用いられた。
「こうした状況にあっては、合衆国のソ連に対する政策の基本要素は明らかに、ロシアの膨張傾向に対する長期の、辛抱強くも強固な、注意深い封じ込め（containment）でなければならない」。フォレスタルは、報告を「X」なる変名の下で『フォーリン・アフェアーズ』誌にて発表することを許可した。伝記作家タウンゼント・フープスとダグラス・ブリンクリーは、フォレスタルを「封じ込めの名付け親」と呼んだ。これは主に、フォレスタルがケナンの文書を配布したことによるものである。

### ハリー・トルーマン（1945年 - 1953年）
1947年3月、民主党員であるトルーマン大統領は共和党主導下の議会に対し、当時共産主義者の破壊活動と闘っていたギリシア及びトルコ両政府を支援すべく、4億ドルを承認するよう要請した。トルーマンは「武装した少数者または外圧による支配の企てに抵抗している自由な諸国民を支持する」と誓った。この誓約は、トルーマン・ドクトリンとして知られるようになった。問題を「全体主義体制」と「自由な諸国民」との大規模衝突として描いたこの演説は、冷戦の開始と封じ込めの採用が米国の公式政策であることを示している。議会は資金拠出を承認した。
この時のトルーマンの動機は多くの研究の対象となり、いくつもの解釈を生んだ。ハーバート・ファイスの正統主義的説明によれば、ポーランド、イラン、トルコなどで1945年から1947年にかけてソ連によって行われた一連の侵略的行動によって、米国民は自由に対するこの新たな脅威に気付かされ、トルーマンはこれに反応した。ウィリアム・A・ウィリアムズの修正主義的見解によれば、トルーマンの演説は、米国の長年にわたる膨張主義の発露であった。リン・デイヴィスの現実主義的政治観によれば、トルーマンは、民主主義や自由といったイデオロギー用語で議論を表現することによってソ連を無闇に挑発した、浅はかな理想主義者であった。
デボラ・ラーソンの精神分析によれば、己の決断力を証明する必要性を感じたトルーマンは、側近が彼と前任者のフランクリン・ルーズヴェルトとを好ましくない形で比較するのを恐れた。
彼はかつてこう語った。「私がここにいるのは決断するためであり、決断が正しさと過ちのいずれを証明するかに関わらず、私はその決断を行う所存である」。
トルーマン・ドクトリンの発表を巡る出来事は、強く決断力のある指導者という大統領の自己イメージに適うものであったが、彼の真の意思決定過程はより複雑かつ段階的なものであった。演説の時期はソ連の如何なる行動への反応でもなく、むしろ共和党が議会の主導権を掌握したという事実への反応であった。
トルーマンは演説の起草にほとんど関与していなかったし、トルーマン・ドクトリンで示唆されたような強硬姿勢を数か月後まで取らなかった。
トルーマンは自らの演説に続いて、欧州におけるソ連の影響力を封じ込めるための一連の措置を実施した。例えば、マーシャル・プランこと欧州復興計画や、NATO（1949年に形成された米国と西欧諸国との軍事同盟）などである。また、ソ連とは同じ共産圏ながら対立していたユーゴスラビア連邦人民共和国にも軍事援助と経済支援を行った。
封じ込めには共産勢力の動向に関する詳細な情報が必要であったため、政府は中央情報局（CIA）への依存を深めた。1947年の国家安全保障法によって設立されたCIAは、諸外国での諜報活動を、一部は目に見える形で、そしてより多くは秘密裏に行った。トルーマンは1948年11月、封じ込め政策に関する機密報告、いわゆるNSC-20/4を承認した。これは、米国によって作成された安全保障政策に関する初の包括的報告であった。1949年のソ連初の核実験は、国家安全保障会議に安全保障理念の修正を促した。1950年4月に完成したこの報告は、NSC-68として知られるようになった。同報告は、ソ連の脅威に対処するには大規模な軍拡が必要であると結論した。ポール・ニッツェらによって立案されたこの報告によると、

### 日本
トルーマンのこの政策により、日本では当初予定の民主化ではなく、これを隠れ蓑に親米・反共主義化し復古主義を容認する「逆コース」が推進された。

### 朝鮮
米国は韓国を共産勢力の侵攻から守るため、封じ込めの理念に従って朝鮮戦争に参戦した。しかし仁川上陸作戦が成功すると、米国と国連は巻き返し戦略を採用して共産北朝鮮体制の打倒を図ると共に、国連支援下での全国規模の選挙を承認したのである。当時ダグラス・マッカーサー元帥は、38度線を越えて北朝鮮に進撃していた。命令にもかかわらず、彼は中国国境付近で韓国部隊のみを使うようなことはしなかった。中国は大軍を投入して国連軍を撃破し、38度線の南方に押し出した。のちに共産軍は、当初の国境付近にまで押し戻された。トルーマンは勝利にこだわるマッカーサーを非難し、「限定戦争」政策を採用した。彼の関心は和睦交渉へと移り、1953年にようやく停戦に至った。一方、マッカーサーはトルーマンの「勝たざる政策」を批判した。

### ダレス
ジョン・フォスター・ダレスら多数の共和党員は、トルーマンは臆病に過ぎると結論した。1952年、ダレスは巻き返しと東欧の最終「解放」を呼び掛けた。ダレスは後任のドワイト・アイゼンハウアー大統領の国務長官に指名されたが、アイゼンハウアーが1956年のハンガリー動乱への不介入を決断したことにより、封じ込めは民主・共和両党の共通理念となった。アイゼンハウアー大統領は、CIAの秘密工作に頼って敵国政府の弱体化を図ると共に、冷戦下の米国の立場を支持する政府を強化するために経済的・軍事的対外援助を用いた。

### ベトナム
1964年の大統領選挙時の共和党候補バリー・ゴールドウォーター上院議員は封じ込めを批判し、「何故勝たないのか（"Why not victory?"）」と問うた。ジョンソン大統領（当時民主党候補）は、巻き返しを行えば核戦争の危険が生ずると答えた。ジョンソンは、聖書を引用して封じ込めの理念を説明した。 「ここまで来てもよい、越えてはならぬ」。選挙の結果、ゴールドウォーターはジョンソンに大敗した。ベトナム戦争中、ジョンソンは封じ込めを堅持した。ジョンソンは、米国の地上軍をラオスに進軍させて共産主義の補給線を切断すべしと説くウィリアム・ウェストモーランド陸軍大将の提案を拒絶し、ザ・ワイズ・メンと呼ばれる長老政治家らの一団を集めた。この中には、ケナン、アチソンなど、かつてトルーマンの顧問を務めた人物がいた。愛国的反応が勝利と巻き返しへの要求に繋がるとの懸念から、軍を支持する集会は妨害された。軍事的責任は3人の将軍間で分担された。これは、マッカーサーがトルーマンを批判したように、強権的戦域司令官が現れてジョンソンを批判するといった事態を防ぐための措置であった。
1969年にジョンソンの後任となったニクソンは、自身の外交政策を「デタント」、または「緊張緩和」と呼んだ。デタントの狙いもソ連を制止することに変わりなかったが、デタントは反共運動または民主運動とは対照的に、政治的リアリズムまたは国益という考えに基づいていた。この考えは、核兵器に関するソ連との会議、いわゆる戦略兵器制限交渉（SALT）にて強調された。ニクソンはベトナムに駐留する米軍を、共産主義の前進抑制に必要な最低限度にまで削減した。この政策は「ベトナム化（Vietnamization）」と呼ばれた。戦争が長引くにつれ、この政策は支持を失っていった。民主党主導の議会がケース＝チャーチ改正案を成立させたため、共和党員のニクソンは1973年にこの政策を断念した。同法がベトナムへの米軍関与をやめさせた結果、南ベトナム、ラオス、カンボディアは暴力的共産勢力の手に落ちた。
ジミー・カーター大統領（1977年 - 1981年) は、就任当初は人権を強調した外交政策を実施した。
だが、ソ連によるアフガニスタン侵攻の結果、封じ込めは再び優先権を与えられた。カーター・ドクトリン（1980年）の言い回しは、トルーマン・ドクトリンのそれを意識的に踏襲している。

### ロナルド・レーガン（1981年 - 1989年）
ベトナムで共産勢力が勝利したのを受けて、民主党が共産主義のさらなる前進は避けられないと考え始めたのに対し、共和党は巻き返し政策に回帰した。巻き返しを長年主張してきたロナルド・レーガンは、1980年に米国大統領に選出された。デタントは誤りであり、平和共存は降伏に等しいと考えていたレーガンは、より攻撃的な対ソ政策を展開した。ソ連が1979年にアフガニスタンに侵攻した際、米国の政策立案者らは、ソ連がペルシャ湾支配に向けて突き進んでいることを懸念した。
レーガン・ドクトリンとして知られるようになった政策の下、米国は1980年代を通じて、ソ連軍と戦うアフガニスタンのゲリラに技術的・経済的援助を供与した。アフガニスタンやアンゴラ、カンボジア、ニカラグアの反共反乱軍に軍事援助を供与することによって、彼は既存の共産政権と対決し、封じ込めの理念の範囲を超えた。彼は、米国に向けて発射されるミサイルを撃墜するために戦略防衛構想（批判者らはこれを「スター・ウォーズ」と呼んだ）の研究を進め、パーシングIIミサイルを欧州に配備した。レーガンの狙いは、ソ連にはできないほどの巨費を投じた軍拡を通じて、ソ連を圧倒することであった。しかしレーガンは、一部の重要地域では封じ込めの理念を踏襲した。彼は、START I と呼ばれる包括的核軍縮構想や、NATOを基礎とする国防政策を強調するために続けてきた対欧政策を続行した。
米国はロシア周辺の地域（アイスランド、ドイツ、トルコなど）に基地を配置してきたが、1989年の冷戦終焉は米国の封じ込め政策が公式に終結したことを意味した。

## 関連文献
- Corke, Sarah-Jane. "History, historians and the Naming of Foreign Policy: A Postmodern Reflection on American Strategic thinking during the Truman Administration," Intelligence and National Security, Autumn 2001, Vol. 16 Issue 3, pp. 146–63
- Hopkins, Michael F. "Continuing Debate And New Approaches In Cold War History," Historical Journal (2007),  50: 913-934  doi: 10.1017/S0018246X07006437
- Kennan, George F., American Diplomacy, The University of Chicago Press. 1984. ISBN 0-226-43147-9
- Wright, Steven. The United States and Persian Gulf Security: The Foundations of the War on Terror, Ithaca Press, 2007 ISBN 978-0-86372-321-6
- Gaddis, John Lewis, Strategies of Containment: A Critical Appraisal of American National Security Policy During the Cold War. 2004. ISBN 978-0-19-517447-2